# Lijst van voorzitters van ADO Den Haag
Sinds de oprichting op 1 februari 1905, heeft ADO Den Haag 21 voorzitters gehad. Hieronder volgt een overzicht.

## Voorzitters

### ADO
- 1905 – 1913 Th. Van Zee
- 1913 – 1916 Ch. Roest
- 1916 – 1917 R. Buitelaar
- 1917 – 1918 Th. Van Zee
- 1918 – 1919 P. van Roosendaal
- 1919 – 1923 Th. Van Zee
- 1923 – 1937 Chr. Leurs
- 1937 – 1944 M. Choufoer
- 1944 – 1945 Chr. Leurs (op 6 mei 1945 geroyeerd als voorzitter en lid wegens volgen van de politiek van de bezetter)
- 1945 – 1945 J. Wiarda
- 1945 – 1952 D.N. Lelyveld
- 1952 – 1961 A.H. Martens
- 1961 – 1965 N. de Doelder

Vanaf 1965 kende ADO drie voorzitters: een algemeen voorzitter, voorzitter sectie betaald voetbal en voorzitter sectie amateurvoetbal.
algemeen voorzitter
- 1965 – 1967 N. de Doelder
- 1967 – 1968 D.N. Lelyveld
- 1968 – 1971 W.J. Kau

voorzitter sectie betaald voetbal
- 1965 – 1971 H.J. Choufoer

voorzitter sectie amateurvoetbal
- 1965 – 1966 Th. Timmermans
- 1966 – 1970 H.M. Bliek
- 1970 – 1970 W.J. Kau (waarnemend voorzitter)
- 1970 – 1971 A. Boer

Vanaf 1 juli 1971 heette de club na de fusie tussen ADO en Holland Sport FC Den Haag-ADO. De profs heette vanaf die tijd FC Den Haag, en de amateurs ADO.
- 1971 – 1972 W.J. Kau
- 1972 – 1976 W.J. Arons

Op 23 april 1977 gingen FC Den Haag en ADO weer uit elkaar. Hierdoor ontstonden de Stichting FC Den Haag bvo) en de HSV ADO amateurs.

### FC Den Haag
- 1977 – 1979 W.J. Arons
- 1979 – 1984 Pieter Den Dulk
- 1984 – 1988 Dé Stoop
- 1988 – 1989 Hans Walraven
- 1989 – 1992 Henk Werkhoven
- 1992 – 1994 Chris Nyqvist
- 1994 – 1996 John van Ringelenstein

### HFC ADO Den Haag
Op 1 juli 1996 ontstond HFC ADO Den Haag na fusie tussen FC Den Haag en HSV ADO 
- 1996 – 2008 John van Ringelenstein
- 2008 – 2011 Jan Lobel
- 2011 - 2014 Jan Willem Wigt
- 2014 - 2015 Jan Greeve
- ? - 2019 Ward Swart
- 2019 - 2022 Harm de Boer
- 2022 - 2023 Joost Nicasie
- 2023 - heden Wim van Laar

### ADO Den Haag
Op 31 mei 1999 werd de NV ADO Den Haag opgericht. Daarin bracht de HFC ADO Den Haag al haar voetbalactiviteiten onder. ADO Den Haag staat sindsdien onder toezicht van een Raad van Commissarissen.
Voorzitter Raad van Commissarissen
- 1999 - 2000 John van Ringelenstein
- 2000 - 2007 Ruud de Boer
- 2007 - 2008 Pierre  Heijnen
- 2008 - 2015 Henk Jagersma
- 2015 - 2018 Wang Hui
- 2018 - 2020 Ad Melkert
- 2020 - heden Frans van Steenis[1]

## Referentie
1. ↑  Nieuwe Benoemingen RvC; Frans van Steenis Voorzitter, adodenhaag.nl, 16 april 2020, geraadpleegd 31 aug. 2021. Gearchiveerd op 30 augustus 2021.